# Pleurodictyum
Pleurodictyum is een geslacht van uitgestorven tabulaire koralen, gekenmerkt door veelhoekige corallieten. Kolonies hechtten zich meestal vast op harde ondergronden, zoals rotsen, schelpen en harde carbonaatgronden.

## Verspreiding
Siluur
Argentinië, Australië, Bolivia, Tadzjikistan en de Verenigde Staten (Kentucky, Wisconsin)
Devoon
Algerije, Australië, Bolivia, Brazilië, Canada (Ontario), China, Colombia (Floresta Formation, Altiplano Cundiboyacense), Tsjechië, Frankrijk, Duitsland, Luxemburg, Nieuw-Zeeland, Zuid-Afrika, Spanje, Tadzjikistan, Turkije, het Verenigd Koninkrijk,  Verenigde Staten (Indiana, Kentucky, Michigan, New York, Ohio, Pennsylvania, Tennessee) en Venezuela
Carboon
Tsjechië, Mexico en de Verenigde Staten (Georgia)